# キャプテンフラミンゴ
『キャプテンフラミンゴ』（英: Captain Flamingo）は、カナダのテレビアニメ。制作はカナダのアニメ制作会社HEROICで、カナダのYTVで放送された。
2010年現在4シーズンが放送され、第1シーズンが2006年2月7日から翌2006年5月26日までに全13話が、第2シーズンが2006年6月4日から翌2007年1月8日までに全13話が、第3シーズンが2007年2月18日から翌2008年7月15日までに全13話が、第4シーズンが2008年1月13日から翌2010年12月19日までに全13話が放送された。　　

## 登場人物
ミロ・パウエル
声:タバサ・セント・ジェルマン
リズベス・アマンダ・サラゴサ
声:メラニー・トネッロ
オーウェン
声:スコット・ボーディン
ロジャー
声:ドミトリアス・ジョイエット
マックス・スロデリック
声:イザベル・デ・カータレット
アビ
声:マシュー・ファーガソン
タバサ
声:マシュー・ファーガソン
サンジェイ
声:ステーシー・デパス
オットー
声:キャサリン・ディッサー
クリステン・マクブラーデン
声:シュガー・リン・ビアード
ルース
声:アニック・オボンサウィン